# Denis Perez
Denis Perez (* 25. April 1965 in Caen) ist ein ehemaliger französischer Eishockeyspieler und heutiger -trainer, der in seiner aktiven Zeit von 1983 bis 2005 unter anderem für die Adler Mannheim in der Deutschen Eishockey Liga gespielt hat. Sein Sohn Timothy ist ebenfalls ein professioneller Eishockeyspieler.   

## Spielerkarriere
Denis Perez begann seine Karriere als Eishockeyspieler in seiner Heimatstadt in der Nachwuchsabteilung des HC Caen, für dessen Profimannschaft er in der Saison 1983/84 sein Debüt in der Ligue Magnus, der höchsten französischen Spielklasse, gab. Anschließend lief der Verteidiger fünf Jahre lang für dessen Ligarivalen Français Volants auf, mit dem er 1989 erstmals Französischer Meister wurde. Im Anschluss an diesen Erfolg wechselte er innerhalb der Ligue Magnus zu Rouen Hockey Élite 76, mit dem er sieben Mal in Folge das Playoff-Finale erreichte und mit dem er in den Jahren 1990, 1992, 1993, 1994, 1995 jeweils den französischen Meistertitel gewann. Zudem wurde er 1991 und 1996 Vizemeister mit Rouen. Die Saison 1998/99 verbrachte Perez bei den Adler Mannheim in der Deutschen Eishockey Liga. Mit diesen wurde er auf Anhieb Deutscher Meister und trug zu diesem Erfolg mit vier Toren und zwei Vorlagen in 41 DEL-Einsätzen bei. Von 1999 bis 2001 lief der Nationalspieler für Anglet Hormadi Élite in der heimischen Ligue Magnus auf, ehe er sich dem HC Amiens Somme anschloss. Mit diesem wurde er 2004 noch einmal französischer Meister, nachdem er im Vorjahr noch mit seiner Mannschaft im Playoff-Finale scheiterte. Im Anschluss an die Saison 2004/05 beendete er im Alter von 41 Jahren seine aktive Karriere.
Perez zählt zur goldenen Generation im französischen Eishockey und zählte neben Philippe Bozon und Christian Pouget zu den Ausnahmespieler seines Landes. Beide Spieler waren ebenfalls für die Adler Mannheim aktiv. Obwohl bei den Adler Mannheim seit langer Zeit keine französischen Spieler mehr aktiv sind, haben Christian Pouget, Philippe Bozon und Denis Perez einen bleibenden positiven Eindruck in Mannheim hinterlassen. Noch Jahre nach ihrer Karriere in Mannheim feuern die Fans ihre Mannschaft mit „allez les bleus“-Rufen an.

### International
Für Frankreich nahm Perez an den B-Weltmeisterschaften 1987, 1990, 1991 und 2001 sowie den A-Weltmeisterschaften 1992, 1993, 1994, 1995, 1996, 1997, 1998, 1999 und 2000 teil. Des Weiteren stand er im Aufgebot seines Landes bei den Olympischen Winterspielen 1988 in Calgary, 1992 in Albertville, 1994 in Lillehammer, 1998 in Nagano und 2002 in Salt Lake City. Bei den Winterspielen 1988 blieb er ohne Einsatz. 

## Erfolge und Auszeichnungen
| - 1989 Französischer Meister mit den Français Volants - 1990 Französischer Meister mit Rouen Hockey Élite 76 - 1991 Französischer Vizemeister mit Rouen Hockey Élite 76 - 1992 Französischer Meister mit Rouen Hockey Élite 76 - 1993 Französischer Meister mit Rouen Hockey Élite 76 - 1994 Französischer Meister mit Rouen Hockey Élite 76 | - 1995 Französischer Meister mit Rouen Hockey Élite 76 - 1996 Französischer Vizemeister mit Rouen Hockey Élite 76 - 1999 Deutscher Meister mit den Adler Mannheim - 2003 Französischer Vizemeister mit dem HC Amiens Somme - 2004 Französischer Meister mit dem HC Amiens-Somme - 2023 Aufnahme in den Temple de la renommée du hockey français |

### International
- 1991 Aufstieg in die A-Weltmeisterschaft bei der B-Weltmeisterschaft

## Trainerkarriere
Direkt im Anschluss an sein Karriereende als Spieler übernahm Perez das Amt als Cheftrainer bei seinem letzten Verein HC Amiens Somme, bei dem er von 2005 bis 2008 in der Ligue Magnus hinter der Bande stand. Bereits als aktiver Spieler hatte er parallel die U22-Junioren Amiens' in der Saison 2002/03 betreut. In der Saison 2008/09 war er Assistenztrainer beim kanadischen Juniorenteam Action de Joliette aus der Ligue de hockey junior AAA du Québec.